# 彼得·萨姆森
彼得·R·萨姆森（1941年—），美国计算机科学家。他为TX-0和PDP-1开发了多款创新性软件。
他为《太空战争！》编写了星空显示程序「Expensive Planetarium」，还和艾伦·科托克合作开发了绘图软件「T-Square」——该软件使用《太空战争！》控制器当输入设备。